# Anderson Packers
Gli Anderson Packers, conosciuti anche come Anderson Duffey Packers, furono una squadra professionistica di pallacanestro degli anni quaranta e cinquanta con sede ad Anderson, in Indiana.
I Packers militarono nella National Basketball League dal 1946 al 1949. La squadra si spostò nella National Basketball Association nella stagione 1949-1950. Dopo questa stagione la squadra si unì alla National Professional Basketball League e infine si sciolse nel 1951.
La squadra, nel 1946, è stata fondata e posseduta dai fratelli Ike e John Duffey, fondatori della società di macellamento e confezionamento di carne Duffey's Incorporated. Il nome della squadra, infatti, è stato assegnato facendo riferimento al tipo di industria dei padroni.
John era presidente del club, mentre Ike era il suo segretario. I Duffey vendettero la loro fabbrica  tre anni dopo, anche se sono rimasti a capo della società fino alla sua scomparsa.

## Risultati stagione per stagione
V=Vittorie S=Sconfitte %=Percentuale vittorie
| Stagione                | V  | S  | %    | Play-off |
| Anderson Packers (NBL)  |    |    |      |          |
| 1946-47                 | 24 | 20 | 54,5 |          |
| 1947-48                 | 42 | 18 | 70,0 | 4-2      |
| 1948-49                 | 49 | 15 | 76,6 | 6-1      |
| Anderson Packers (NBA)  |    |    |      |          |
| 1949-50                 | 37 | 27 | 57,8 | 4-4      |
| Anderson Packers (NPBL) |    |    |      |          |
| 1950-51                 | 22 | 22 | 50,0 |          |

## Palmarès
Titoli NBL: 1
1949
Titoli di Division NBA (Playoffs): 1
1950
Titoli di Division NBL (Playoffs): 1
1949
Titoli di Division NBL: 1
1948-1949

## Collegamenti esterni

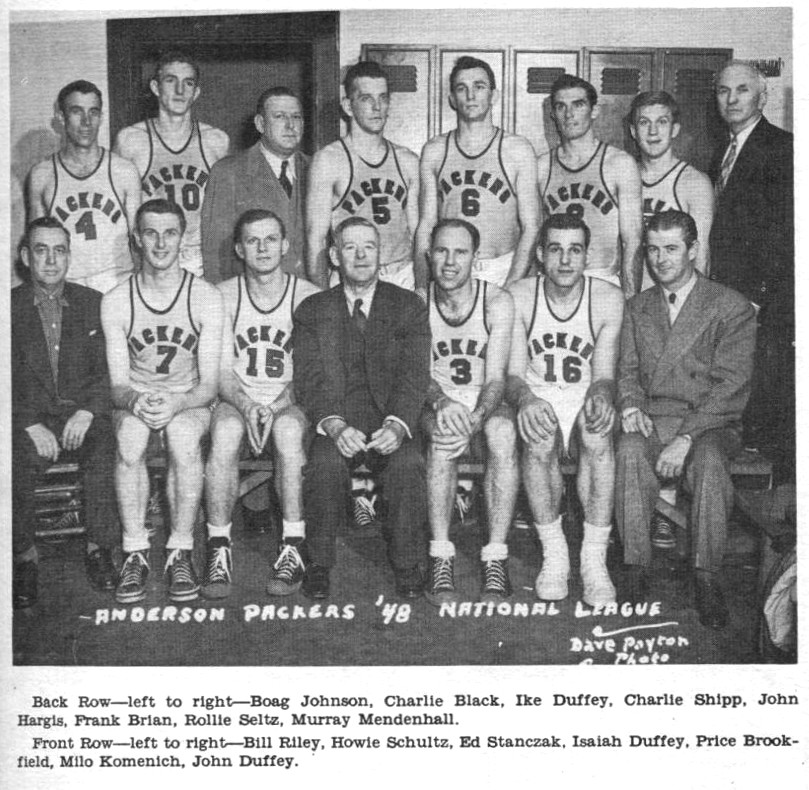
La squadra nella stagione 1947-1948